# 화정박물관
화정박물관은 대한민국 서울 종로구 평창동에 있는 한빛문화재단의 박물관이다. 한국과 중국, 티베트의 유물을 다수 소장하고 있으며 특별히 티베트의 유물로 알려져 있다. 티베트 고유의 미술작품인 탕카 유물로 정평나있다. 또 한 이사장의 특색 있는 소장품으로는 16세기~18세기 유럽의 약항아리, 중국 부채와 조각품 등이 있기도 하다.
1999년 설립됐으며 거의 모든 수집품은 명예이사장인 한광호의 기증품으로서 박물관의 이름인 화정은 그의 아호를 따서 명명됐다.
화정박물관의 유물들은 여러 주제를 가지고 전시를 하고 있으며 런던의 대영박물관과 일본 5개 도시를 순회하면서 티베트 문화유물에 대해 순회 전시회를 가지기도 했다.

## 같이 보기
- 티베트 박물관